# Helius venustissimus
Helius venustissimus är en tvåvingeart som först beskrevs av Alexander 1920.  Helius venustissimus ingår i släktet Helius och familjen småharkrankar. Inga underarter finns listade i Catalogue of Life.